# جليل يوكسل
جليل يوكسل (بالتركية: Celil Yüksel)‏ هو لاعب كرة قدم تركي في مركز الوسط، ولد في 1998 في حوضة (صمسون) ‏ في تركيا. لعب مع غلطة سراي.

## وصلات خارجية
- جليل يوكسل على موقع الاتحاد الأوربي (الإنجليزية)
- جليل يوكسل على موقع اتحاد تركيا (لاعب) (الإنجليزية)
- جليل يوكسل على موقع قاعدة بيانات كرة القدم.إي يو (الإنجليزية)
- جليل يوكسل على موقع Soccerway.com (الإنجليزية)
- جليل يوكسل على موقع عالم كرة القدم.نت (الإنجليزية)